# Klaus Mehrländer
Klaus Mehrländer (* 22. Juli 1938 in Breslau; † 11. Mai 2021 in Köln) war ein deutscher Hörspielregisseur.

## Leben
Klaus Mehrländer kam nach dem Studium der Theaterwissenschaft, Germanistik und Kunstgeschichte in Hamburg als Regieassistent zum Fernsehen. 1992 bis 2002 war er Chefregisseur des WDR Hörspiels. Gelegentlich trat er auch als Hörspielsprecher in Erscheinung, wie beispielsweise 1966 unter Regisseur Otto Düben in einer Nebenrolle im vorletzten Mehrteiler der Paul-Temple-Reihe, nämlich in „Paul Temple und der Fall Genf“.

## Auszeichnungen
- 1972 Prix Italia für Crueland von Hubert Wiedfeld (WDR/NDR 1971).
- Hörspiel des Monats (alle vom WDR produziert): Frau Zarik von Ludwig Fels (Oktober 1984); War da was? von Roderich Feldes (November 1987) und Winter in Wien von Ludwig Fels (Mai 1989).

## Werke
Hörspiele
- Harun und das Meer der Geschichten von Salman Rushdie. Sprecher: Rufus Beck, Joachim Król u. a. Prod.: WDR/ORF/DRS/DLF, 1995. ISBN 3-89584-077-7
- Ich kaufte den Ferrari von Juan und Evita Peron von David Zane Mairowitz. Mit Hans-Georg Panczak, Tilly Lauenstein u. a., Produktion: WDR/SFB-ORB, 1998
- Jailhouse Blues nach dem gleichnamigen Bühnenstück von Jörg Graser. Mit Boris Aljinovic, Burghart Klaußner, Kathrin Angerer u. a. Prod.: DLR Berlin/NDR, 2003.